# Tmesisternus pullus
Tmesisternus pullus är en skalbaggsart som beskrevs av Stefan von Breuning 1942. Tmesisternus pullus ingår i släktet Tmesisternus och familjen långhorningar. Inga underarter finns listade i Catalogue of Life.